# Hernán Cristante
Rolando Hernán Cristante Mandarino (La Plata, 16 settembre 1969) è un allenatore di calcio ed ex calciatore argentino, di ruolo portiere.

## Carriera

### Club
Inizia nel Gimnasia, squadra della sua città, in cui milita dal 1990 al 1993, giocando 58 partite. Nel 1993 passa al Toluca, dove gioca solo quattro partite prima di tornare in patria, al Platense, dove gioca quasi tutte le gare di campionato, saltandone quattro. Nel 1995 è nuovamente al Toluca, dove stavolta riesce a giocare per trenta gare. Nel 1996 si trasferisce nuovamente in Argentina, al Newell's Old Boys. Dal 1998 al 2010 milita ininterrottamente nel Club Deportivo Toluca, in seguito lascia la squadra trasferendosi all'Universidad de Guadalajara.
Possiede una scuola calcio.

### Nazionale
Con la nazionale argentina Cristante ha giocato da titolare durante la Copa América 1995.

## Palmarès

### Club

#### Competizioni nazionali
- Campionato messicano di calcio: 4

Toluca: Verano 1999, Verano 2000, Apertura 2002, Apertura 2005

#### Competizioni internazionali
- CONCACAF Champions' Cup: 1

Toluca: 2003

### Individuale
- Miglior portiere del Messico: 4

2000, 2002, 2005, 2006